# Paul Adado
Paul Adado (Lomé, 21 ottobre 1983) è un ex calciatore togolese, di ruolo difensore.

## Carriera

### Club
Ha giocato nella massima serie togolese, in quella libica, in quella bulgara ed in quella greca.

### Nazionale
Tra il 1999 e il 2008 ha giocato cinque partite con la nazionale togolese.

## Statistiche

### Presenze e reti nei club
| Stagione                | Squadra                 | Campionato              | Campionato | Campionato | Coppe nazionali | Coppe nazionali | Coppe nazionali | Coppe continentali | Coppe continentali | Coppe continentali | Altre coppe | Altre coppe | Altre coppe | Totale | Totale |
| Stagione                | Squadra                 | Comp                    | Pres       | Reti       | Comp            | Pres            | Reti            | Comp               | Pres               | Reti               | Comp        | Pres        | Reti        | Pres   | Reti   |
| ----------------------- | ----------------------- | ----------------------- | ---------- | ---------- | --------------- | --------------- | --------------- | ------------------ | ------------------ | ------------------ | ----------- | ----------- | ----------- | ------ | ------ |
| 1999                    | Dynamic Togolais        | PD                      | 22         | 2          |                 | -               | -               |                    | -                  | -                  |             | -           | -           | 22     |        |
| 2000                    | Dynamic Togolais        | PD                      | ?          | ?          |                 | -               | -               |                    | -                  | -                  |             | -           | -           | ?      | ?      |
| Totale Dynamic Togolais | Totale Dynamic Togolais | Totale Dynamic Togolais | 22+        | 2+         |                 | -               | -               |                    | -                  | -                  |             | -           | -           | 22+    | 2+     |
| 2000-2001               | Al-Nasr Bengasi         | PL                      | 27         | 5          |                 | -               | -               |                    | -                  | -                  |             | -           | -           | 27     | 5      |
| 2001-2002               | Apollōn Smyrnīs         | BE                      | ?          | ?          | CG              | 0               | 0               |                    | -                  | -                  |             | -           | -           | ?      | ?      |
| 2002-2003               | Liteks Loveč            | A-PFG                   | 7          | 0          | CB              | 0               | 0               |                    | -                  | -                  |             | -           | -           | 7      | 0      |
| 2003-2004               | Liteks Loveč            | A-PFG                   | 19         | 4          | CB              | 1               | 0               | CU                 | 1                  | 0                  |             | -           | -           | 21     | 4      |
| 2004-gen. 2005          | Liteks Loveč            | A-PFG                   | 1          | 0          | CB              | 1               | 0               | CU                 | 0                  | 0                  | SB          | 0           | 0           | 2      | 0      |
| Totale Liteks Loveč     | Totale Liteks Loveč     | Totale Liteks Loveč     | 27         | 4          |                 | 2               | 0               |                    | 1                  | 0                  |             | 0           | 0           | 30     | 4      |
| gen.-giu. 2005          | Vidima-Rakovski         | A-PFG                   | 13         | 1          | CB              | -               | -               |                    | -                  | -                  |             | -           | -           | 13     | 1      |
| 2005-2006               | Doxa Dramas             | GE                      | 18         | 2          | CG              | 0               | 0               |                    | -                  | -                  |             | -           | -           | 18     | 2      |
| 2006-2007               | PAS Giannina            | BE                      | 24         | 0          | CG              | 7               | 0               |                    | -                  | -                  |             | -           | -           | 31     | 0      |
| 2007-2008               | PAS Giannina            | BE                      | 24         | 0          | CG              | 1               | 0               |                    | -                  | -                  |             | -           | -           | 25     | 0      |
| Totale PAS Giannina     | Totale PAS Giannina     | Totale PAS Giannina     | 48         | 0          |                 | 8               | 0               |                    | -                  | -                  |             | -           | -           | 56     | 0      |
| 2008-2009               | Panserraïkos            | SL                      | 1          | 0          | CG              | 0               | 0               |                    | -                  | -                  |             | -           | -           | 1      | 0      |
| Totale carriera         | Totale carriera         | Totale carriera         | 156+       | 14+        |                 | 10              | 0               |                    | 1                  | 0                  |             | 0           | 0           | 167+   | 14+    |

## Palmarès

### Club

#### Competizioni nazionali
- Coppa di Bulgaria: 1

Liteks Loveč: 2003-2004